# مرشيش (المجاطية أولاد الطالب)
مرشيش هي إحدى مشيخات المملكة المغربية، تتبع جغرافيا لإقليم مديونة وإداريًا لالمجاطية أولاد الطالب. يقدر عدد سكانها بـ 4666 نسمة حسب الإحصاء الرسمي للسكان والسكنى لسنة 2004.